# Chărsovo (distrikt i Sjumen)
Chărsovo (bulgariska: Хърсово) är ett distrikt i Bulgarien.   Det ligger i kommunen Obsjtina Nikola-Kozlevo och regionen Sjumen, i den östra delen av landet, 400 km öster om huvudstaden Sofia.